# جورج جوزيف لوكاس
جورج جوزيف لوكاس (بالإنجليزية: George Joseph Lucas)‏ هو كاهن كاثوليكي أمريكي، ولد في 12 يونيو 1949 في سانت لويس في الولايات المتحدة.